# Wysoka (Mazovie)
Pour les articles homonymes, voir Wysoka (homonymie).
Wysoka [vɨˈsɔka] est un village polonais, dans le Powiat de Szydłowiec et dans la voïvodie de Mazovie dans le centre-est de la Pologne.
Il est situé à environ 7 kilomètres au nord de Szydłowiec et à 103 kilomètres au sud de Varsovie.

Sa population compte 171 habitants.